# 群馬県道・栃木県道254号丸山葉鹿線

群馬県道・栃木県道254号丸山葉鹿線（ぐんまけんどう・とちぎけんどう254ごう まるやまはじかせん）は、群馬県太田市から栃木県足利市に至る一般県道である。

## 概要
群馬県太田市毛里田地区（旧毛里田村）と栃木県足利市葉鹿地区（旧葉鹿町）を結ぶ県道であり、群馬県・栃木県の両区間を合わせても3km足らずの短い路線である。

### 路線データ
- 総延長 : 1.6km（群馬県区間）[1]、0.856km（栃木県区間）[2]
- 実延長 : 1.6km（群馬県区間）[1]、0.856km（栃木県区間）[2]
- 起点 : 群馬県太田市丸山町（吉沢交差点＝群馬県道316号太田桐生線交点）
- 終点[3] : 栃木県足利市葉鹿町（葉鹿跨線橋南交差点＝栃木県道67号桐生岩舟線、栃木県道219号松田葉鹿線交点）

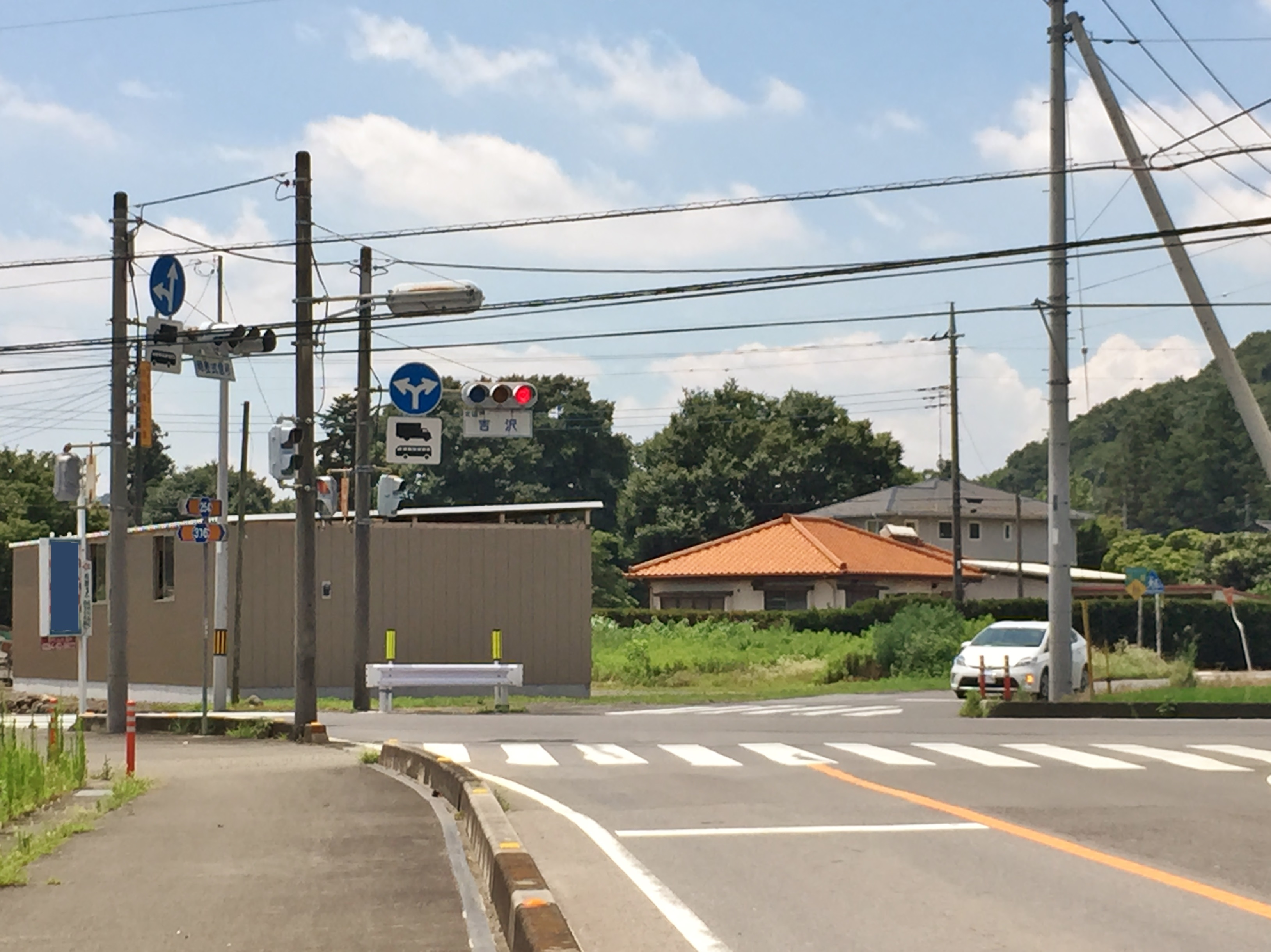
太田市・吉沢交差点 （起点、2015年7月） ↓方向が県道254号、←→方向が県道316号、↗方向が市道である。
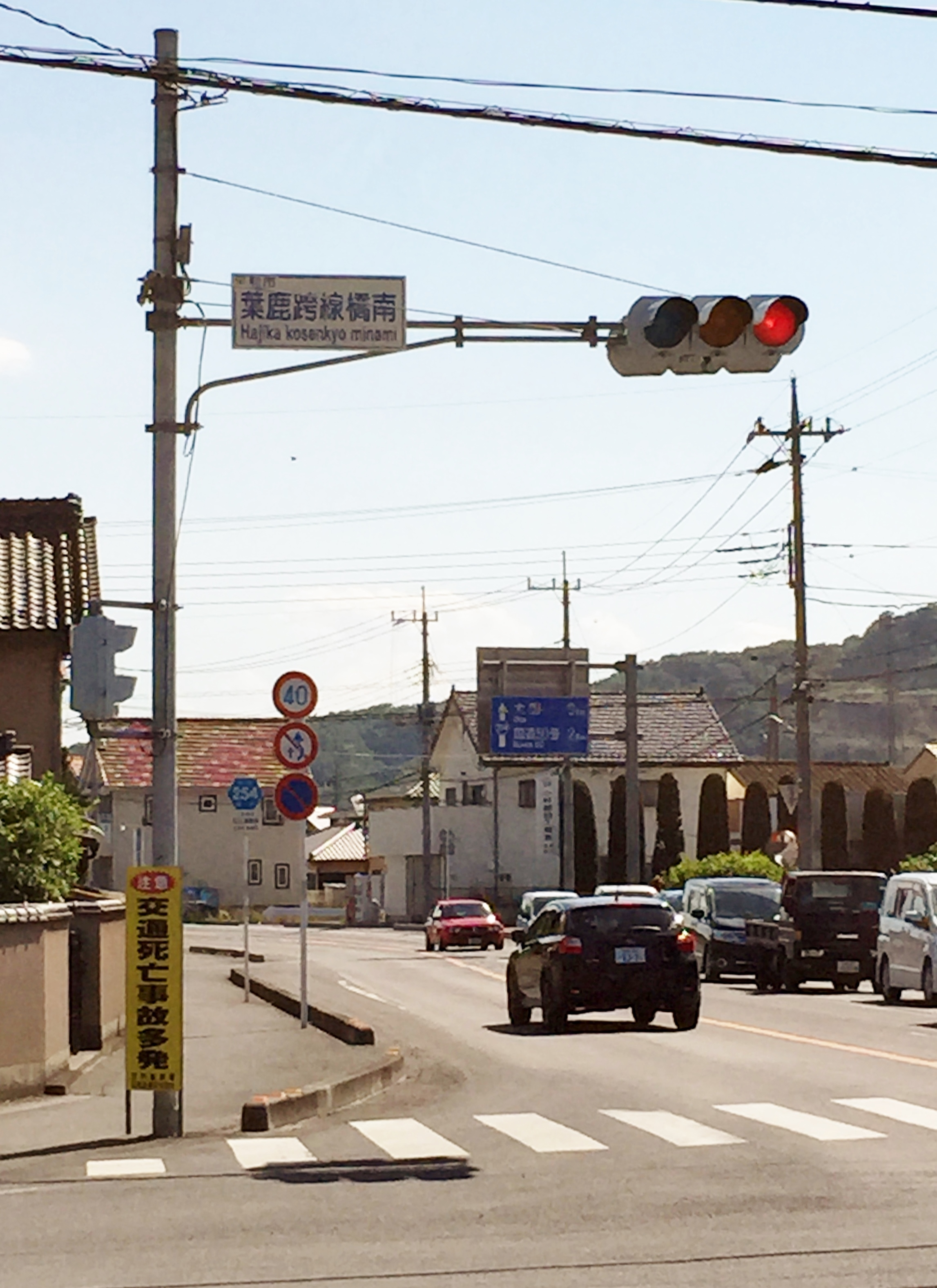
足利市・葉鹿跨線橋南交差点 （終点、2015年5月） 丸山方面を望む。

## 歴史
- 1961年（昭和36年）4月1日 - 一般県道毛里田坂西線として認定
- 2008年（平成20年）4月1日 - 路線名を丸山葉鹿線に変更[4]

## 路線状況

### 道路施設
- 葉鹿橋（渡良瀬川、群馬県太田市原宿町 - 栃木県足利市葉鹿町）

### 交通量
24時間自動車類交通量（台/日）
- 太田市原宿町3323：15,171
- 足利市葉鹿町（葉鹿橋）：15,457

## 地理

### 通過する自治体

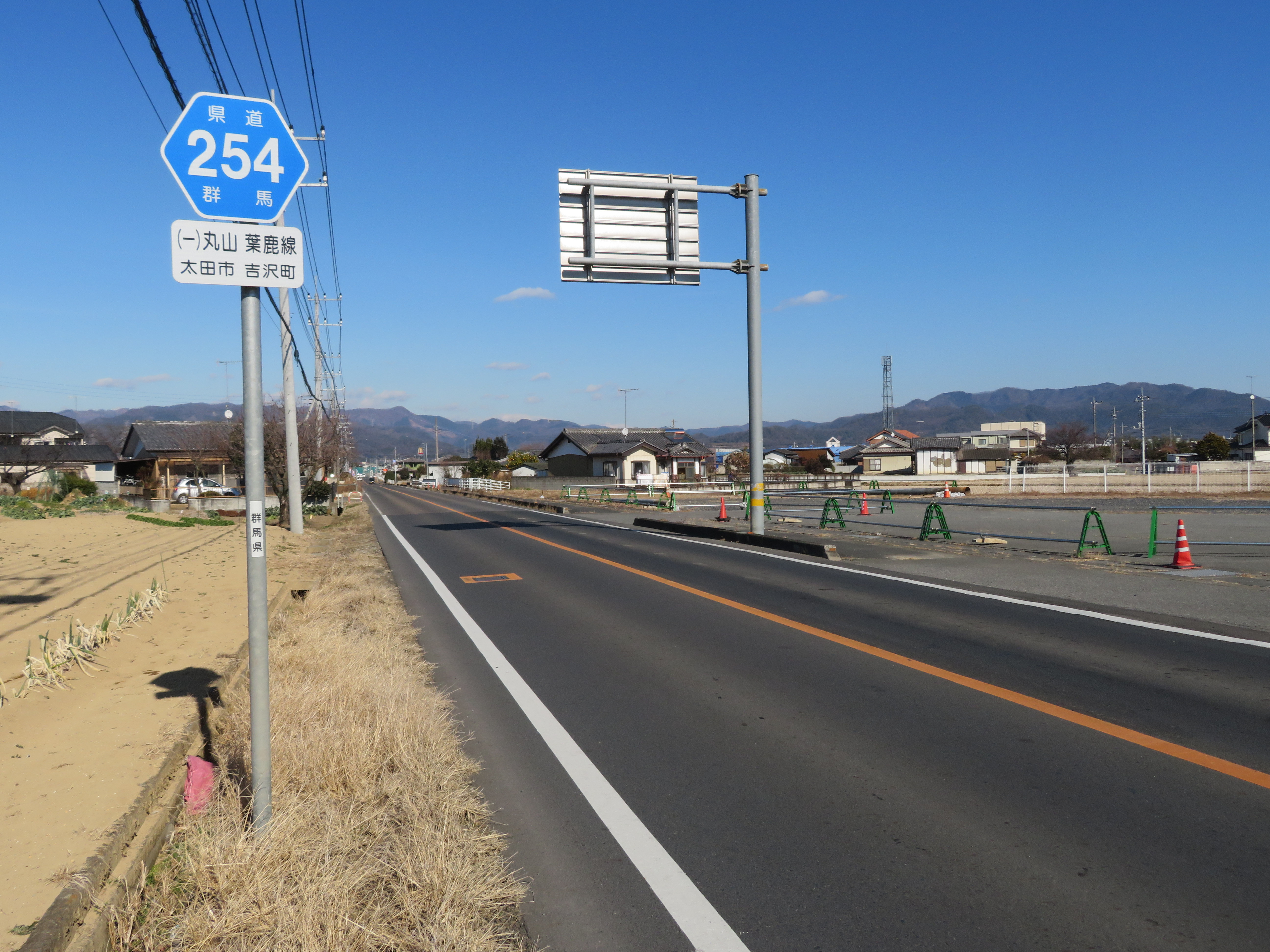
太田市吉沢町付近

- 群馬県
  - 太田市
- 栃木県
  - 足利市

### 交差する道路
| 交差する道路                       | 交差する道路                       | 交差点名 | 交差点名     |
| ---------------------------------- | ---------------------------------- | -------- | ------------ |
| 県道316号太田桐生線（旧国道122号） | 県道316号太田桐生線（旧国道122号） | 太田市   | 吉沢         |
| 国道50号・国道122号                | 国道50号・国道122号                | 太田市   | 原宿南       |
| 県道67号桐生岩舟線（旧国道50号）   | 県道67号桐生岩舟線（旧国道50号）   | 足利市   | 葉鹿跨線橋南 |
| 県道219号松田葉鹿線 松田川ダム方面 |                                    |          |              |

### 交差する河川
- 名称不明（吉澤橋、太田市丸山町）
- 渡良瀬川（葉鹿橋[5]、太田市原宿町 - 足利市葉鹿町）

### 沿線
- 太田流通センター（アリエット太田）（太田市清原町）[6]